# Трач
Трач — село в Україні, у Матеївецькій сільській громаді Коломийського району Івано-Франківської області.

## Географія
Межує з селами Кропивище, Пилипи Коломийського району.
Висота над рівнем моря 330 м. Відстань від Косова 30 км, від залізничної станції Матіївці — 12 км.
Присілки, кутки: Царина, Багни, Гори, Зруб, Пиконива, Спаське, Пінево, Матіївське (Шиманово). Ліси листяні, їх назви: Корнеччина, Матіївський, Залуччина, Самакіївський; урочища Шиманове, Пінево. Потоки Ставище, Піків, Шиманів.
Село розташоване на лівому березі річки Цуцулин, правій притоці Пруту.

## Історія
Перша письмова згадка про село у 1781 р., хоч археологічні знахідки свідчать про заселення цієї місцевості ще за 3-5 тисяч р. до н. е. Як окреме село з с. Дебеславців виділилось у 1900 році.
Жителі села брали участь у повстанському русі, за що, за неповними даними, були репресовані понад 60 чоловік. У Трачі похований курінний УПА Д. Гах — «Скуба», який загинув у бою з карателями 27 вересня 1945 року.
12 червня 2020 року Трацька сільська рада з Косівського району увійшла до меж нового Коломийського району..

## Пам'ятки історії та культури
- Могильники культури карпатських курганів (II—VI ст. н. е.) на північній околиці села в урочищах Толкона, Вівалян, відкриті в 1936 р. та 1969 р.;
- Богородицька церква 1909 р.;
- Символічна могила борців за волю України, висипана в 1943 р., зруйнована в 1952 р., відновлена в 1991 р.[1]

## Відомі люди
- Роман Іваничук (1929—2016) — український письменник;
- Євген Іваничук, брат Романа Іваничука, багаторічний в'язень радянських таборів, автор книжки «Записки каторжника» (1993 р.);
- Михайло Пилатюк — український поет;
- М. Черпінський — доктор педагогічних наук, професор.[1]